# Mbewa

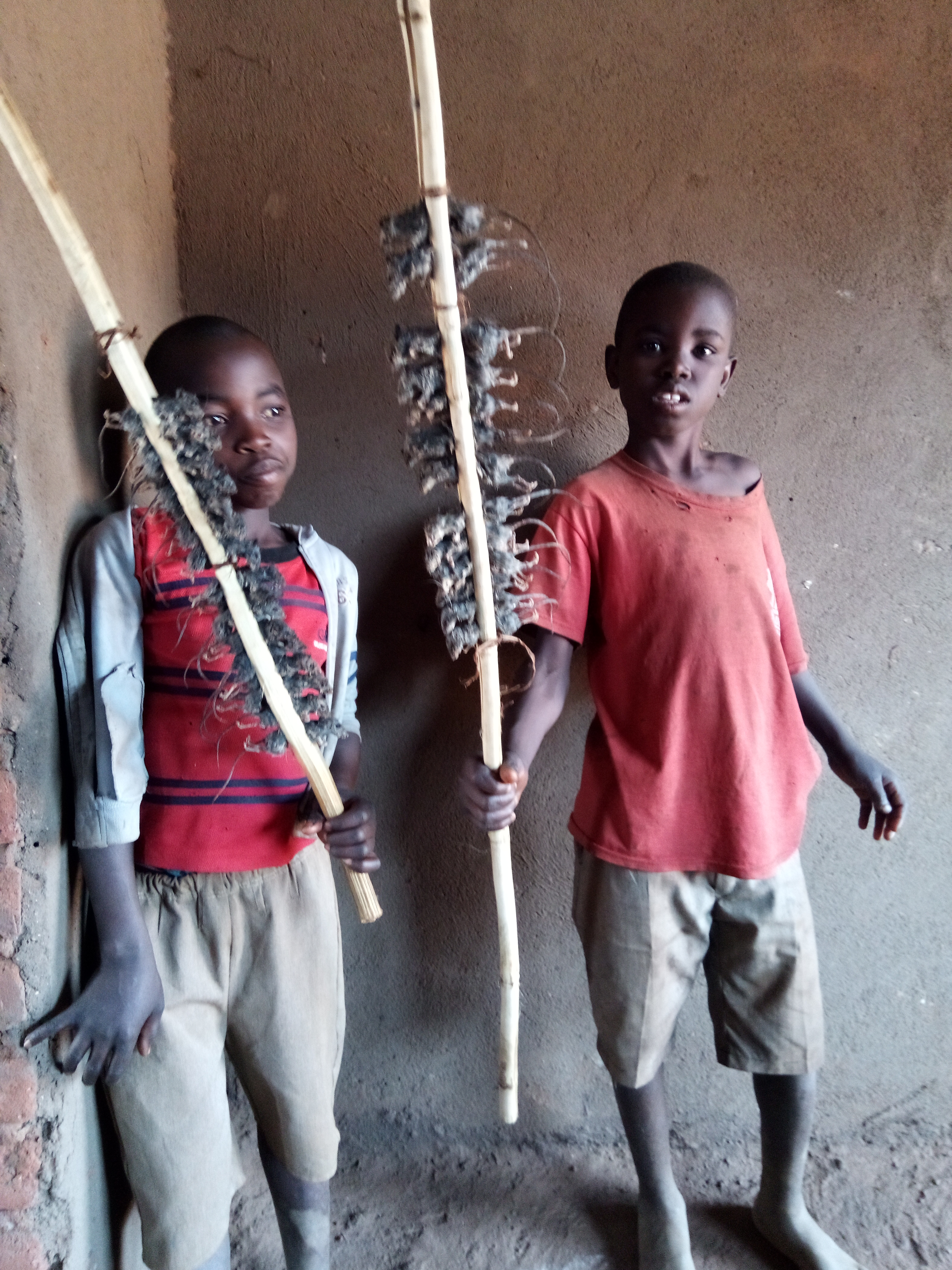
Jeunes garçons du Malawi partant vendre des mbewas au marché.

Mbewa est le nom générique d'origine chewa donné à plusieurs espèces de petits rongeurs consommés principalement au Malawi. Il fait le plus souvent référence aux rats (Mastomys natalensis, ou kapuku) et aux souris, mais peut aussi désigner d'autres petits mammifères, tels que la musaraigne, la musaraigne-éléphant, le petit écureuil de brousse du genre Paraxerus (gorogoro). Cependant le porc-épic (nungu) n'en fait pas partie. Les mbewas représentent environ 50 % des mammifères terrestres présents au Malawi où ils revêtent une grande importance culturelle.
Ils sont souvent vendus par des enfants au bord des routes, par lot de quatre ou cinq, embrochés sur un bâton fendu (mpani).